# Pécsi Vasutas SK
Pécsi Vasutas SK ist ein ungarischer Sportklub mit Sitz in der Stadt Pécs. Nebst der Fußball-Abteilung gibt es auch unter anderem noch Mannschaften für Basketball und Wasserpolo. Weiterhin gibt es Abteilungen für Leichtathletik, Boxen, Judo, Sportschießen und Skisport.

## Geschichte
Die Fußball-Mannschaft des Klubs nahm an der Saison 1945/46 der erstklassigen Nemzeti Bajnokság teil und landete am Ende in der Abstiegsrunde auf dem fünfzehnten Platz, womit man knapp den Klassenerhalt nicht schaffte. Seitdem gelingt es nicht mehr, höherklassig zu spielen und mittlerweile ist man in der höchsten Liga des Komitat Baranya unterwegs.

## Namenswechsel
- 1919–1948: Pécsi Vasutas Sport Klub
- 1948–1949: Pécsi Vasutas Sport Egyesület
- 1949–1955: Pécsi Lokomotív Sportkör
- 1955–1956: Pécsi Törekvés Sport Egyesület
- 1956–????: Pécsi Vasutas Sport Klub
- ????–1997: Pécsi Vasutas Sportkör
- 1997–2000: Pécsi Vasutas Sportkör-Pécs'96 (durch Fusion mit Pécs'96)
- 2000–2007: Pécsi Vasutas Sportkör
- 2007–????: Pécsi Vasutas Sportkör-Fürge Nyuszi
- 2010–heute: Pécsi Vasutas Sportkör (nach Fusion mit Szentlőrinc SE)